# Lymington, Tasmanien
Lymington är en ort i Australien. Den ligger i delstaten Tasmanien, i den sydöstra delen av landet, omkring 41 kilometer sydväst om delstatshuvudstaden Hobart.
Runt Lymington är det mycket glesbefolkat, med 2 invånare per kvadratkilometer.. Närmaste större samhälle är Cygnet, nära Lymington. 
I omgivningarna runt Lymington växer i huvudsak städsegrön lövskog. Genomsnittlig årsnederbörd är 920 millimeter. Den regnigaste månaden är juli, med i genomsnitt 114 mm nederbörd, och den torraste är februari, med 49 mm nederbörd.